# Greifswald
Greifswald o en baix alemany Griepswoold és una antiga ciutat hanseàtica i universitària al nord-est d'Alemanya, a la regió de Pomerània Occidental. Està a la vora de la badia de Greifswald, a la mar Bàltica, badia tancada per les més grans illes alemanyes: Rügen i Usedom.

## Història

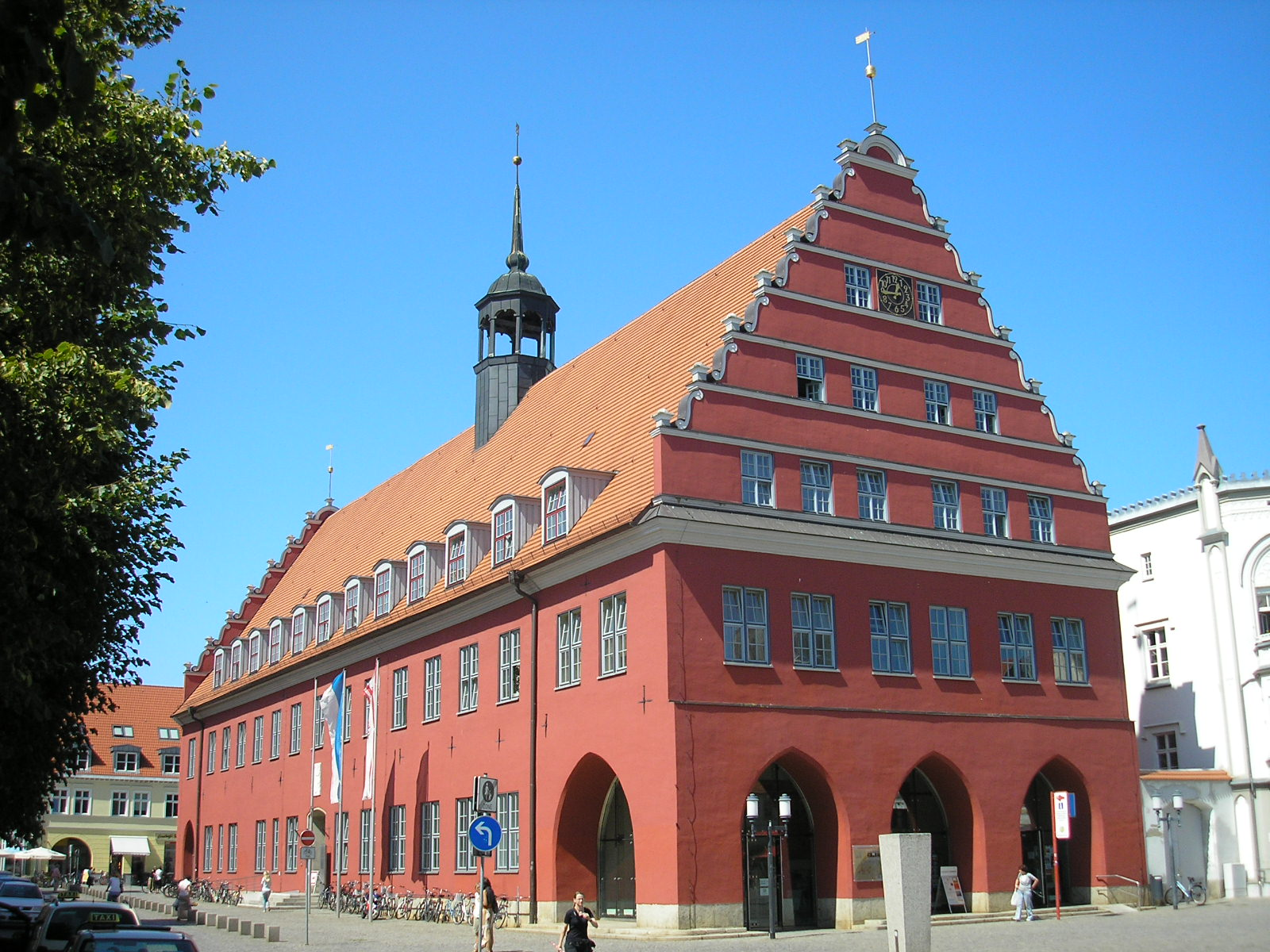
Ajuntament

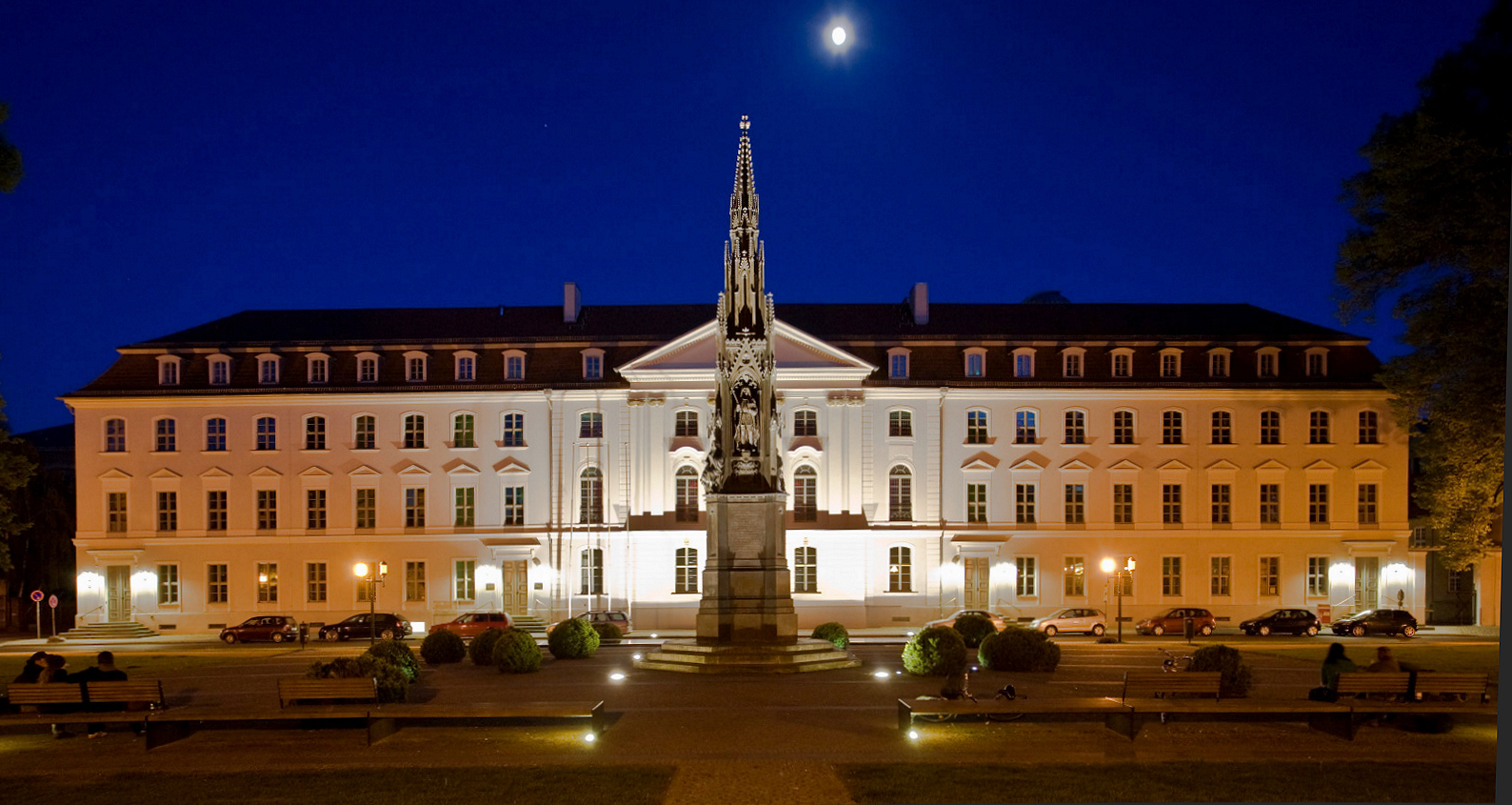
Universitat de Greifswald

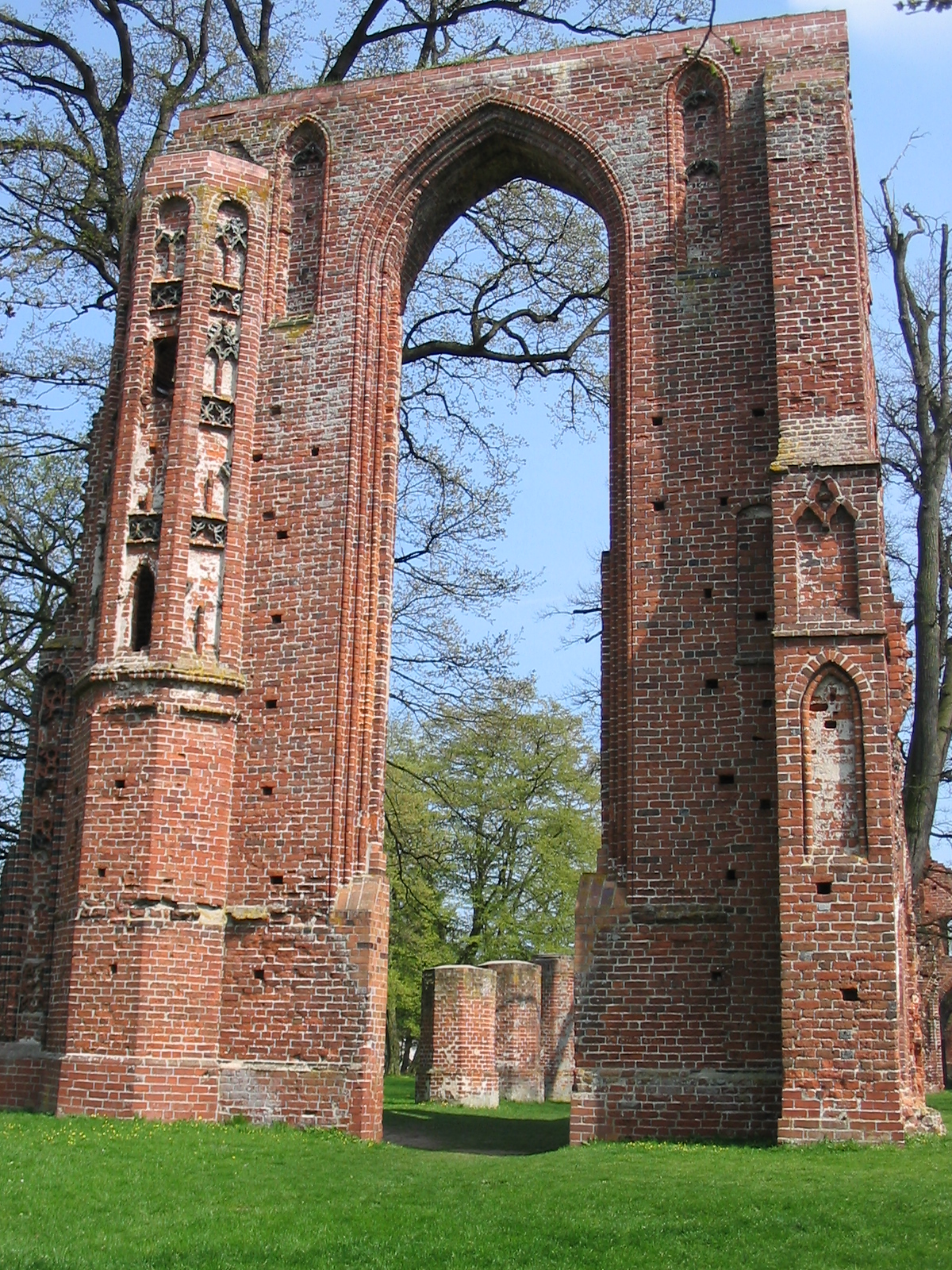
Abadia d'Eldena

El 1199, l'abadia d'Eldena fou fundada per frares de l'Orde del Cister danesos. El 1241, el príncep de Rügen i el duc de Pomerània autoritzen un mercat setmanal a l'abadia d'Eldena. Aquest mercat comercial és el punt de partida del desenvolupament de la ciutat de Greifswald. És el 1248 quan, per primera vegada, es menciona l'oppidum gripheswald entre els béns de l'abadia. El dret urbà de Lübeck fou acordat en aquesta aglomeració el 14 de maig del 1250 pel duc Wartislaw III.
El 1278, Greifswald esdevé membre de la Lliga Hanseàtica. El desenvolupament de la ciutat és significatiu fins al segle xvi per la seva incorporació a la lliga nòrdica. La Universitat de Greifswald va ser fundada el 1356 per la iniciativa del burgmestre de Greifswald, Heinrich Rubenow. La universitat és, després de la de Rostock, la més antiga d'Europa del nord.
S'hi va introduir la reforma luterana el 1531, i es va reobrir la universitat el 1539 com a universitat protestant.
Durant el transcurs de la Guerra dels Trenta Anys (1618-1648) Greifswald va ser ocupada per les tropes imperials fins al 1631, l'any en què la ciutat fou conquerida sense combats per les tropes sueques.
A la pau de Westfàlia, Suècia obté Pomerània, i també Greifswald. Comencen llavors les tensions entre Suècia i Prússia, que fa valer les seves pretensions a l'heretatge d'aquest territori. Aquestes tensions porten, durant les següents dèacdes, una sèrie de conflictes armats al llarg dels quals Greifswald és assetjada i ocupada militarment diverses vegades.
El pintor romàntic Caspar David Friedrich va néixer-hi el 1774, i sovint va il·lustrar la regió a les seves obres, s'hi troba amb freqüència les runes de l'abadia d'Eldena.
El 1815, després de les guerres napoleòniques, la Pomerània sueca torna a ser de Prússia. Greifswald forma part de nou de la província prussiana de Pomerània. El llarg període de pau que hi ha a continuació aporta a la ciutat un fort i ràpid creixement econòmic.
El 1939, els pobles de Wieck i d'Eldena, el bressol de Greifswald, situats a la desembocadura del Ryck, van ser incorporats a Greifswald.